# Domenico Antonio Vaccaro

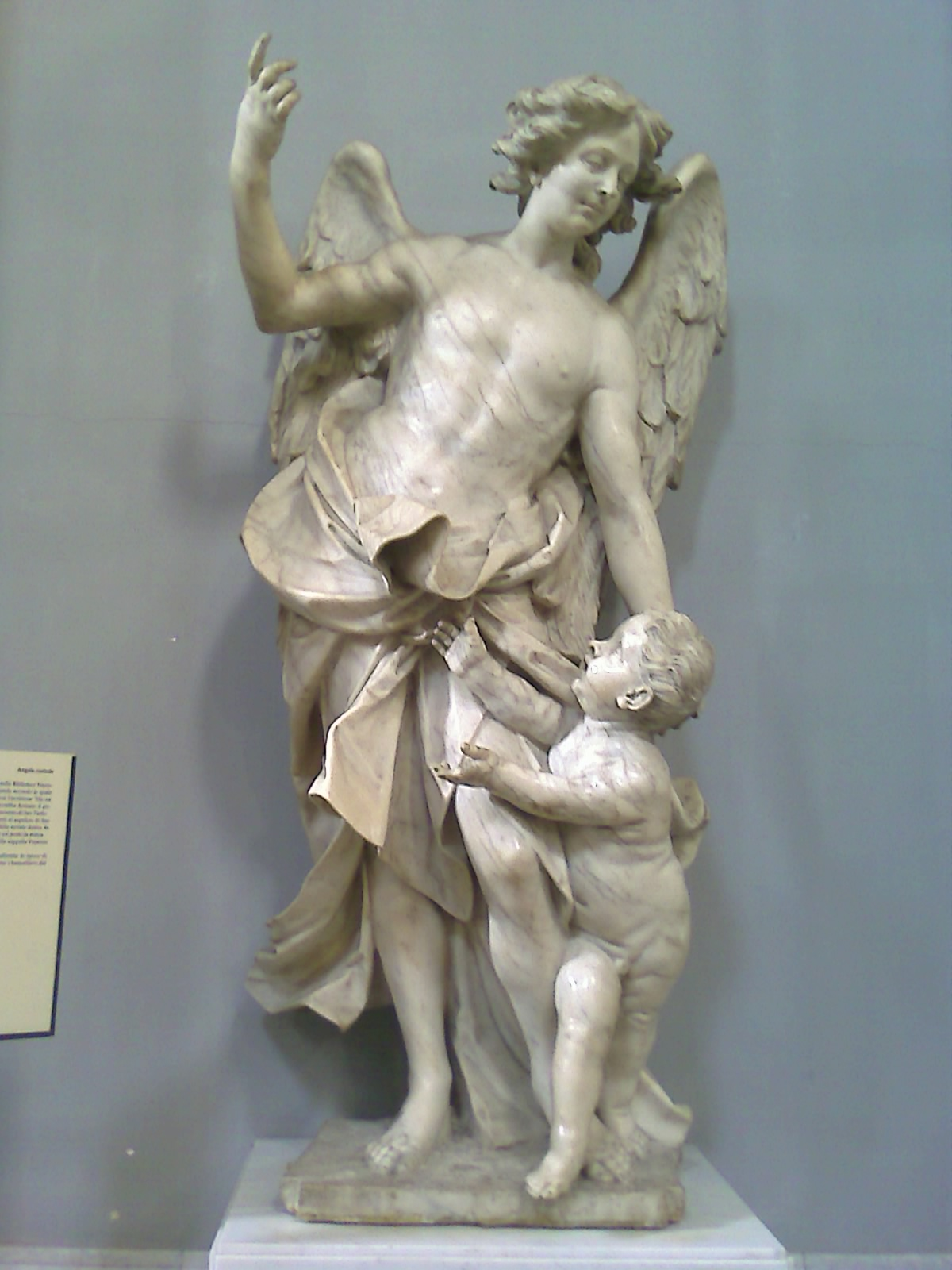
Skyddsängeln (1712), Basilica di San Paolo Maggiore i Neapel

Domenico Antonio Vaccaro, född 3 juni 1678 i Neapel, död där 13 juni 1745, var en italiensk målare, skulptör och arkitekt. 
Vaccaro var son och lärjunge till Lorenzo Vaccaro. Fadern var i sin tur elev till Cosimo Fanzago och tillhörde en stor konstnärssläkt, bland vars övriga medlemmar kan nämnas Andrea Vaccaro, elev till Girolamo Imparato. 
Vaccaros arbeten finns i eller i närheten av hemstaden. Av intresse är en staty av Mose i kyrkan San Ferdinando och statyer av Boten och Ensamheten vid klostret (numera museum) San Martino.